# Merla roquera alablanca
La merla roquera alablanca (Monticola semirufus) és una espècie d'ocell de la família dels muscicàpids (Muscicapidae). Es troba a l'altiplà d'Etiòpia. El seu hàbitat natural són les zones rocoses, principalment gorges boscoses i pedregoses i penyals. El seu estat de conservació es considera de risc mínim.
Aquesta espècie estava classificada anteriorment al gènere Thamnolaea, però fou traslladada a Monticola a partir dels resultats d'un estudi filogenètic molecular publicat el 2010.